# Paralemnalia thyrsoides
Paralemnalia thyrsoides är en korallart som först beskrevs av Ehrenberg 1834.  Paralemnalia thyrsoides ingår i släktet Paralemnalia och familjen Nephtheidae. Inga underarter finns listade i Catalogue of Life.